# Ordenador químico
Un ordenador químico,  también llamado ordenador de difusión, computadora BZ (significa computadora Belousov – Zhabotinsky) o gooware  es un ordenador poco convencional  basado en una semisólida química "sopa" donde los datos están representados por concentraciones variables de sustancias químicas. Los cálculos se realizan de forma natural produciendo reacciones químicas.

## Historia
Originalmente las reacciones químicas estuvieron vistas como movimiento sencillo hacia un equilibrio estable qué no fue muy prometedor para computación. Esto estuvo cambiado por un descubrimiento hecho por Boris Belousov, un científico soviético, en el 1950s. Crea  una reacción química entre ácidos y sales diferentes que oscilaban hacia adelante y hacia atrás entre  amarillo y claro por la concentración de los diferentes componentes que cambia hacia arriba y hacia abajo de manera cíclica. En su momento esto estuvo considerado imposible porque parecía ir en contra de la segunda ley de la termodinámica, la cual dice que en un sistema cerrado la entropía solo aumentará con el tiempo, haciendo que los componentes en la mezcla se distribuyan hasta que se logre el equilibrio y que sea imposible cualquier cambio en la concentración. Pero los análisis teóricos modernos muestran que reacciones suficientemente complicadas pueden comprender fenómenos de olas sin romper las leyes de la naturaleza. (Anatol Zhabotinsky logró una demostración convincente directamente visible con la reacción Belousov–Zhabotinsky que muestra ondas de colores en espiral.)
Las propiedades de onda de reacción BZ significa que puede mover información de la misma manera que todas las otras ondas. Esto todavía deja la necesidad de la computación realizada por microchips convencionales, utilizando el código binario que transmite y cambia unos y ceros a través de un complicado sistema de puertas pógicas. Para realizar cualquier cálculo concebible es suficiente con tener Puertas NAND. (Una NAND es una puerta que tiene dos entrada de bits. Su salida es 0 si ambos bits son 1, de otra manera es 1). En la versión química de las computadoras, las puertas lógicas se implementan mediante ondas de concentración que se bloquean o amplifican entre sí de diferentes maneras.

## Investigación Actual
En 1989 se demostró cómo las reacciones químicas sensibles a la luz podían realizar el procesamiento de imagen. Esto condujo a un aumento en el campo de la computación química. 
Andrew Adamatzky, de la Universidad del Oeste de Inglaterra, ha demostrado puertas lógicas simples utilizando procesos de reacción-difusión. Además, teóricamente ha demostrado cómo un hipotético "medio 2+" modelado como un autómata celular puede realizar cálculos. Adamatzky se inspiró en un artículo teórico sobre computación utilizando bolas en una mesa de billar para transferir este principio a los productos químicos BZ y reemplazar las bolas de billar con ondas: si dos ondas se encuentran (chocan) en la solución, crean una tercera onda que se registra como 1. Ha probado la teoría en la práctica y está trabajando para producir unas mil versiones químicas de puertas lógicas para crear una calculadora química de bolsillo. [cita requerida]
Uno de los problemas con la versión actual de esta tecnología es la velocidad de las ondas; solo se extienden a una velocidad de unos pocos milímetros por minuto. Según Adamatzky, este problema puede eliminarse colocando las puertas muy cerca una de la otra, para asegurarse de que las señales se transfieran rápidamente. Otra posibilidad podría ser nuevas reacciones químicas donde las ondas se propagan mucho más rápido.
En 2014, un sistema de informática químico estuvo desarrollado por un equipo internacional al mando de los Laboratorios Federales suizos para Ciencia de Materiales y Tecnología (Empa). El ordenador químico de datos de tensión de superficie utilizada derivado del  Marangoni el efecto que utiliza un gel ácido para encontrar la ruta más eficaz entre puntos Un y B, superando el sistema de navegación de satélite convencional que intenta para calcular la misma ruta.
En 2015, los estudiantes graduados de la Universidad de Stanford crearon una computadora usando campos magnéticos y gotas de agua infundidas con nanopartículas magnéticas, ilustrando algunos de los principios básicos detrás de una computadora química.
En 2015, los estudiantes de la Universidad de Washington crearon un lenguaje de programación para reacciones químicas (desarrollado originalmente para análisis de ADN).
En 2019, los investigadores de la Universidad de Glasgow crearon una computadora química que usa piezas impresas en 3D y agitadores magnéticos para controlar las oscilaciones del medio BZ. Al hacerlo, pudieron calcular puertas lógicas binarias y realizar reconocimiento de patrones.